# Taylor Handley
Taylor Laurence Handley, född 1 juni 1984, är en amerikansk skådespelare. Han har varit med i serier såsom OC, Hidden Palms och CSI. Han har också medverkat i filmer som Zerophilia, September Dawn och The Texas Chainsaw Massacre: The Next Generation.

## Fotnoter
1. ↑  Gemeinsame Normdatei, läst: 5 maj 2014.[källa från Wikidata]
2. ↑  Gemeinsame Normdatei, läst: 19 december 2014.[källa från Wikidata]